# Color de mujer
Color de mujer es un cortometraje documental de coproducción peruano-cubana, estrenado en 1990. Fue escrito y dirigido por la cineasta peruana Nora de Izcue. El documental está disponible en YouTube a través de la cuenta de la directora y ha sido proyectado en diversos eventos cinematográficos, incluyendo el 28 Festival de Cine de Lima en 2024, en el marco de un homenaje a Izcue por su 90 cumpleaños.

## Contexto y proyecciones
En 2016, se realizó una retrospectiva de la obra de Nora de Izcue, en la cual se incluyó la proyección de Color de mujer. La directora ha señalado que la realización del documental estuvo motivada por su relación cercana con la protagonista, Cecilia Cartagena. En 2017, Izcue escribió sobre este vínculo en sus redes sociales, mencionando el tiempo compartido con Cartagena y su deseo de preservar su memoria a través del filme.
El cortometraje fue restaurado en 2022 y su archivo original se conserva en la Filmoteca de la Pontificia Universidad Católica del Perú.

## Sinopsis
Color de mujer presenta la vida de Cecilia Cartagena Buenaño, una mujer afroperuana originaria de El Guayabo, en el distrito de El Carmen, Chincha, región Ica. Hija de Antonio Cartagena de la Cruz y Carmen Rosa Buenaño Cotito, Cartagena creció en un entorno marcado por la tradición y la resiliencia de su comunidad. A lo largo de sus 25 minutos de duración, el documental muestra a Cartagena en sus múltiples roles como madre, trabajadora, agricultora e integrante de una familia descendiente de personas esclavizadas. El relato aborda las dificultades e injusticias que ella y su familia han enfrentado, así como su lucha constante por una vida digna.

## Reparto
El documental cuenta con la participación de:
- Cecilia Cartagena
- Carlos Cotito
- Juana Portillo
- Mirtha Cartagena
- Teófilo Cartagena
- Amador Ballumbrosio
- Eddy Portilla